# Cyathula
Genre
Cyathula Blume est un genre de plantes de la famille des Amaranthaceae.

## Liste d'espèces
Selon Catalogue of Life (11 janvier 2018) :
- Cyathula achyranthoides (Kunth) Moq.
- Cyathula biflora Schinz
- Cyathula braunii Gilg ex Schinz
- Cyathula capitata Wall. ex Moq.
- Cyathula ceylanica Hook. fil.
- Cyathula coriacea Schinz
- Cyathula cylindrica Moq.
- Cyathula divulsa Suess.
- Cyathula erinacea Schinz
- Cyathula fernando-poensis Suess. & Friedrich
- Cyathula gregorii (S. Moore) Schinz
- Cyathula humbertiana Cavaco
- Cyathula lanceolata Schinz
- Cyathula madagascariensis Cavaco
- Cyathula mollis C.C. Townsend
- Cyathula natalensis Sond.
- Cyathula obtusifolia Cavaco
- Cyathula officinalis K.C. Kuan
- Cyathula orthacantha (Hochst. ex Aschers.) Schinz
- Cyathula perrieriana Cavaco
- Cyathula pobeguinii Jacques-Felix
- Cyathula polycephala Bak.
- Cyathula prostrata (L.) Bl.
- Cyathula tomentosa (Roth) Moq.
- Cyathula triuncinata Moq.
- Cyathula triuncinella Schinz
- Cyathula uncinulata (Schrad.) Schinz

Selon GRIN (11 janvier 2018) :
- Cyathula achyranthoides (Kunth) Moq.
- Cyathula capitata Moq.
- Cyathula officinalis Kuan
- Cyathula prostrata (L.) Blume

Selon ITIS (11 janvier 2018) :
- Cyathula prostrata (L.) Blume

Selon NCBI (11 janvier 2018) :
- Cyathula achyranthoides
- Cyathula cylindrica
- Cyathula officinalis
- Cyathula prostrata

Selon The Plant List (11 janvier 2018) :
- Cyathula achyranthoides (Kunth) Moq.
- Cyathula biflora Schinz
- Cyathula braunii Gilg ex Schinz
- Cyathula capitata Moq.
- Cyathula ceylanica Hook.f.
- Cyathula coriacea Schinz
- Cyathula cylindrica Moq.
- Cyathula divulsa Suess.
- Cyathula erinacea Schinz
- Cyathula fernando-poensis Suess. & Friedrich
- Cyathula humbertiana Cavaco
- Cyathula lanceolata Schinz
- Cyathula madagascaricuais Cavaco
- Cyathula madagascariensis Cavaco
- Cyathula mollis C.C.Towns.
- Cyathula natalensis Sond.
- Cyathula obtusifolia Cavaco
- Cyathula officinalis K.C.Kuan
- Cyathula orthacantha (Asch.) Schinz
- Cyathula perrieriana Cavaco
- Cyathula pobeguinii Jacq.-Fél.
- Cyathula polycephala Baker
- Cyathula prostrata (L.) Blume
- Cyathula semirosulata Masam.
- Cyathula sphaerocephala Baker
- Cyathula tomentosa (Roth) Moq.
- Cyathula triuncinata Moq.
- Cyathula triuncinella Schinz
- Cyathula uncinulata (Schrad.) Schinz

Selon Tropicos (11 janvier 2018) (Attention liste brute contenant possiblement des synonymes) :
- Cyathula achyranthoides (Kunth) Moq.
- Cyathula albida Lopr.
- Cyathula alternifolia Druce
- Cyathula angustifolia Hedw.
- Cyathula biflora Schinz
- Cyathula braunii Gilg ex Schinz
- Cyathula capitata Moq.
- Cyathula ceylanica Hook. f.
- Cyathula cordifolia Hochst. ex Chiov.
- Cyathula coriacea Schinz
- Cyathula crispa Schinz
- Cyathula cylindrica Moq.
- Cyathula deserti Suess.
- Cyathula distorta (Hiern) C.B. Clarke
- Cyathula divulsa Suess.
- Cyathula echinulata Hauman
- Cyathula erinacea Schinz
- Cyathula fernando-poensis Suess. & Friedrich
- Cyathula geminata Moq.
- Cyathula geniculata Lour.
- Cyathula globosa Moq.
- Cyathula globulifera Moq.
- Cyathula hereroensis Schinz
- Cyathula humbertiana Cavaco
- Cyathula kilimandscharica Suess. & Beyerle
- Cyathula lanceolata Schinz
- Cyathula lancifolia Merr.
- Cyathula madagascaricuais Cavaco
- Cyathula madagascariensis Cavaco
- Cyathula mannii Baker
- Cyathula merkeri Gilg
- Cyathula mollis C.C. Towns.
- Cyathula natalensis Sond.
- Cyathula obtusifolia Cavaco
- Cyathula officinalis K.C. Kuan
- Cyathula orbiculata Moq.
- Cyathula orthacantha (Hochst. ex Asch.) Schinz
- Cyathula orthacanthoides Suess.
- Cyathula pedicellata C.B. Clarke
- Cyathula perrieriana Cavaco
- Cyathula pobeguinii Jacq.-Fél.
- Cyathula polycephala Baker
- Cyathula prostrata (L.) Blume
- Cyathula repens Moq.
- Cyathula schimperiana Moq.
- Cyathula semirosulata Masam.
- Cyathula sequax Moq.
- Cyathula spathulata Schinz
- Cyathula spathulifolia Lopr.
- Cyathula sphaerocephala Baker
- Cyathula strigosa Suess.
- Cyathula tomentosa (Roth) Moq.
- Cyathula triuncinata Moq.
- Cyathula triuncinella Schinz
- Cyathula uncinulata (Schrad.) Schinz